# Ivabradin
Ivabradin (Procoralan) je léčivá látka, patřící do skupiny inhibitorů If kanálů.
Jedná se první látku, která se specificky váže na f-kanály lokalizované na membráně buněk pacemakeru v sinoatriálním uzlu. Aktivita různých elektrických proudů v pacemakeru zodpovídá za tvorbu akčního potenciálu, který spouští kontrakce myokardu. Z těchto proudů je proud If zodpovědný za fázi diastolické depolarizace, a tím za srdeční frekvenci. Ivabradin se váže specificky na f-kanály a selektivně inhibuje proud If. Proto ivabradin snižuje fázi diastolické depolarizace akčního potenciálu sinusového uzlu a následně snižuje srdeční frekvenci. Mechanizmus účinku přípravku ivabradin představuje na rozdíl od jiných typů léčiv nové, specifické působení v jádru vzniku srdečního rytmu.

## Komplexní farmakokinetika a farmakodynamika
Molekula ivabradinu se odlišuje od současně v kardiologii používaných léků benzazepinovou částí spojenou s benzocyklobutanem azapentanovým řetězcem. Procoralan odpovídá S-stereoizomeru. Ivabradin je rychle absorbován v gastrointestinální traktu a na plazmatické proteiny se váže středně silnou vazbou. Při chronickém podávání dosahuje konstantních plazmatických koncentrací díky poločasu eliminace, bez rizika akumulace v organismu.

## Účinky
Jak bylo prokázáno, ivabradin díky svému jedinečnému mechanismu působení, který selektivně inhibuje proud If, účinně snižuje srdeční frekvenci a následně spotřebu kyslíku myokardem. Ivabradin také zlepšuje dodávku krve do myokardu působením na plnicí čas levé komory a koronární adaptaci na fyzickou zátěž. Navíc bylo prokázáno, že zachovává myokardiální kontraktilitu, zdroj hlavních potenciálních příznivých vlivů na klinický průběh ischemické choroby srdeční. Dále byla podrobně hodnocena kardiální tolerance přípravku. Kromě fyziologického prodloužení intervalu QT vyplývajícího ze snížení srdeční frekvence bylo prokázáno, že Procoralan zachovává QTc, což potvrzuje optimální kardiální toleranci ivabradinu.